# Сан-Педро (приток Лоа)

Рельефная карта бассейна реки Сан-Педро

Сан-Педро (исп. Río San Pedro) — река на севере Чили в провинции Эль-Лоа области Антофагаста. Левый приток реки Лоа. Длина реки — 75 км.
Образуется при слиянии рек Салала и Кахон и на высоте более 4000 метров над уровнем моря. Часть стока реки (примерно от 50 до 60 л/с) забирается и перебрасывается в город Чукикамата. В 13 километрах к югу река исчезает и появляется вновь в 15 километрах вниз по течению в местности под названием «Око Сан-Педро», в восточной части солончака площадью 5 км².
С северной стороны над долиной реки возвышаются вулканы-близнецы Сан-Пабло (6092 метра) и Сан-Педро (6145 метров), с южной стороны — вулкан Серро-Панири. Река пробила себе русло через застывшие потоки риолитовой лавы вулкана Сан-Педро и сформировала каньон глубиной 30 метров.
Имеется малый сезонный приток, впадающий слева — Эль-Онсе.
Ранее в нижнем течении реки находился маленький посёлок Сан-Педро, но на современных картах он уже не обозначен.